# Duckeanthidium tarapotoense
Duckeanthidium tarapotoense är en biart som beskrevs av Urban 2004. Duckeanthidium tarapotoense ingår i släktet Duckeanthidium och familjen buksamlarbin. Inga underarter finns listade i Catalogue of Life.